# NGC 1966
NGC 1966 је расејано јато са емисионом маглином у сазвежђу Златна риба које се налази на NGC листи објеката дубоког неба.
Деклинација објекта је - 68° 48' 54" а ректасцензија 5h 26m 45,0s. Привидна величина (магнитуда) објекта NGC 1966 износи 10,8 а фотографска магнитуда 8,5. NGC 1966 је још познат и под ознакама ESO 56-SC125.